# Квиетизм
Квиети́зм (лат. quietismus от quies — «покой») — мистико-аскетическое движение в католицизме XVI—XVIII веков. Одной из определяющих черт квиетизма является акцент на неактивном, «принимательном» состоянии души в деле мистического единения с Богом.

## История

### Испанский «прото-квиетизм»
Основные черты квиетизма можно обнаружить уже в испанской мистике XVI века в лице главных её представителей Терезы Авильской и Хуана де ла Крус.
Тереза в своих сочинениях исходит из того, что душа, отделённая от Бога грехопадением, возвращается к единению с Богом посредством отрешения от творений и от самой себя. Это отрешение совершается через всецелое предание себя действию Божией воли. Если душа по любви к Богу освобождается внутри себя от всего сотворённого, то Бог исполняет её полнотой Своей жизни. Средством для такого освобождения является внутрь-собирание и сердечная молитва. Углубляющуюся в это делание душу Бог постепенно возводит в состояние божественного покоя (quies).
В сочинениях последователя Терезы Хуана де ла Крус уже проступают черты, которые, развившись впоследствии, в конечном итоге приведут к отторжению квиетизма Католической Церковью. В качестве источника своего учения Хуан использует исключительно Священное Писание, и путь внутреннего совершенствования души, который он описывает, по сути мало нуждается в институциональной церкви — хотя сам Хуан совершенно искренне подчёркивает свою верность и покорность католицизму.
По Хуану де ла Крус, к единению с Богом ведут два пути. Первый — активная деятельность души в борьбе со страстями и подавлении их. Второй — «приимательное» предание себя Божьему руководству («приимательное» [ц.-сл.] — не-активное, «страдательное» [в «грамматическом» смысле «страдательного залога»] принятие воздействия совне). Первый путь является подготовкой ко второму; его задача — дать место Божьему действию в душе, которое соединяет душу с Богом и вводит её в покой. В процессе исполнения этой задачи человек проходит через «ночь души» — умерщвление всего, что не есть Бог и Божие.
Почитание Терезы Авильской и Хуана де ла Крус привело к широкому распространению их взглядов в Испании конца XVI — начала XVII вв. Испанский прото-квиетизм прочно оставался в рамках католицизма, но в его среде возникло и сепаратистское движение, представители которого именовались «Alumbrados» («просвещённые»). Инквизиция предъявляла им претензии в отношении следующих их утверждений:
- церковная молитва не имеет значения;
- единение души с Богом достигается только посредством безмолвной сердечной молитвы;
- достигшая такого единения с Богом душа уже в этом мире может созерцать сущность Бога и тайны Святой Троицы;
- в таком состоянии для души уже невозможно ни дальнейшее совершенствование, ни возвращение к «обычной» жизни;
- поскольку в молитве нужно избегать образных представлений, то церковные изображения не нужны, также не нужно и ходатайство святых и молитвенное обращение к ним;
- достигшая совершенства душа уже не нуждается ни в принятии Таинств, ни в совершении добрых дел;
- даже если такая душа и совершает нечто по-видимости греховное, то, поскольку она уже «необратимо» соединена с Богом, это нисколько не вредит ей, —

и так далее, всего 50 пунктов обвинений.
Таким образом, с самого начала квиетизм, наряду с развитием и углублением традиционной западной церковной мистики, порождал и крайности.

### Франциск Сальский и дальнейшее развитие квиетизма
Следующим этапом развития квиетизма была деятельность Франциска Сальского. Франциск изучал писания Терезы Авильской и, будучи склонен к созерцанию и внутренней жизни, проникался идеями прото-квиетистской мистики.
Франциск полагал, что главной силой, влияющей на волю человека, является любовь. Но поскольку человек — существо падшее, то всецелая и деятельная любовь к Богу ему несвойственна; она есть дар благодати Божией. Благодать же возводит человека от одной ступени любви к другой, пока не доходит до того, что человек получает от Бога веру — которая должна пониматься иначе, чем та, в рамках которой действует начальная «призывающая благодать». Эта вера полностью обращает к Богу волю и интеллект человека, через что он становится способным постоянно пребывать в соприсутствии Божием и молиться Богу из такого состояния. Развитие любви на этом не заканчивается: из несовершенного состояния (когда человек, любя Бога, всё же имеет в виду свою пользу — спасение, богообщение, дары Божии и т. п.) она должна перейти в совершенное — когда душа любит Бога исключительно ради Него Самого, не имея в виду никакой своей выгоды, пусть даже и духовной. Эта любовь может осуществиться только тогда, когда человек перейдёт от состояния размышления над истинами Божиими в состояние целостного внутреннего созерцания этих истин. Такое состояние созерцания есть действие Божие в человеческой душе. Вся аскетическая деятельность человека и его «внутрь-собирание», хоть и необходимы, но являются лишь «приготовлением места» для Бога. Когда Бог действует таким образом в душе, происходит её единение с Богом. Душа обретает покой (quies) и некую «индифферентность» — ей становится всё равно, в каком она внешнем и внутреннем положении, ибо в этом чувстве единения с Богом она всецело предаёт себя Ему и больше о себе не заботится. Молитва в таком состоянии становится «внутренней», когда человек не перебирает по своей воле те или иные молитвенные предметы в уме и сердце, но как бы естественно «дышит» Богом, Его соприсутствием в себе.
В учении Франциска Сальского также отчётливо оформляется мысль, свойственная именно католицизму — некое «заместительное» восприятие страданий, которые человек испытывает на земле. Многие квиетисты считали, что эти земные страдания, если человек следует по пути квиетистской мистики и уподобляется Христу в Его страданиях, эквивалентны страданиям в чистилище, и, следовательно, освобождают от них.
Большое значение для развития квиетизма оказало общение Франциска с его духовной дочерью, Жанной Франсуазой де Шанталь, начавшееся в 1604 г. и продолжавшееся до его смерти в 1622 г. Такое духовничество-дружба между духовным лицом и знатной дамой, ищущей мистической жизни, характерно для квиетизма (квиетистская система взглядов требовала непременного наличия духовного руководителя). В квиетизме вообще велико значение женщин: именно они (начиная уже с Терезы Авильской) являлись и главными распространителями, и составляли большинство приверженцев этого мистического движения. Мадам де Шанталь явилась основательницей (по благословению Франциска Сальского) нового Ордена Посещения Богоматери, включавшего в себя около 70 монастырей, основой которых была квиетистская духовность.
В лице мадам де Шанталь можно увидеть и некоторые преувеличения, свойственные квиетизму. Это и излишний внешний аскетизм, и повышенное внимание к экзальтированным видениям и откровениям, и экстравагантные внешние поступки. Так, чтобы не вступать в брак во второй раз, мадам де Шанталь выжгла у себя на груди имя «Иисус», коротко остригла волосы и т. п.
В результате влияния Франциска Сальского и деятельности мадам де Шанталь квиетизм получил большое распространение, особенно во Франции. Постоянно издавались сочинения Франциска, Терезы Авильской, Хуана де ля Крус и других писателей. В числе видных представителей квиетистской мистики (оставивших после себя и многочисленные сочинения) здесь нужно назвать Франсуа Малаваля, Жана де Берньер-Лувиньи, отчасти Жана де Лабади и др. Многие монастыри, ордена и общины мирян в первой половине XVII в. практиковали квиетистскую духовность; это даже стало некоей модой. Иерархия Католической Церкви относилась к этому в данный период весьма благожелательно.

### Мигель де Молинос. Расцвет квиетизма и противодействие ему
Одной из главных книг, «визитной карточкой» квиетизма явилось сочинение испанского священника Мигеля де Молиноса «Духовный путеводитель» (1675 г.). В этой книге обобщён весь предшествующий опыт квиетистской духовности.
Молинос различает два пути к Богу: низший, рассудочный — на котором человек активно действует, стремясь соединиться с Богом; и высший, созерцательный — путь чистой веры. Молинос посвящает всё своё внимание второму пути. Это путь внутренней молитвы и внутрь-собирания. Последнее есть вера и безмолвие в соприсутствии Божием. Внутрь-собирание требует всецелого и безоглядного предания себя Богу.
Созерцание понимается следующим образом: оно есть «акт веры, которым душа возвышается к пребыванию в соприсутствии Божием. Этот акт созерцания должен длиться в продолжение дня, в продолжение года, в продолжение всей жизни». Если человек прекращает внутреннюю молитву, то он подвергается опасности уклониться с этого пути. Необходимыми условиями продвижения по нему являются также: обязательное наличие верного Церкви духовного наставника; сколь возможно частое причащение Святых Таин; отказ и отстранение от всего того, что препятствует внутренней жизни, вплоть до того, что человек должен умереть для самого себя (как падшего существа) и жить только для Бога и с Богом. В конце концов, правильно развиваясь в этом направлении, душа приходит к состоянию резиньяции и покоя, когда она уже «ничего не боится и ни на что не надеется».
Поскольку введение человека в такое состояние созерцания является исключительно делом Божиим, для чего всё, что человек предпринимает со своей стороны, есть не более, чем приуготовление, — то внешние церковные средства и благочестивые занятия теряют здесь то значение, какое они имели в период «первого пути». В состоянии созерцания продолжение «активной» внешнецерковной жизни может даже и навредить душе. Здесь Сам Бог «берётся» за человека, промыслительно попуская ему различные искушения, испытания и страдания, прежде всего внутренние («ночь души», по Хуану де ла Крус), пройдя через которые, он окончательно смиряется и расстаётся с последними, самыми глубокими остатками упования на себя.
Важным отличием от прото-квиетизма является в книге Молиноса то, что он лишает видения, откровения, экстазы и тому подобные явления духовной значимости, какую они имели у Терезы Авильской, мадам де Шанталь и других ранних квиетистов, и отдаёт безоговорочное предпочтение покою и безмолвию души в единении её с Богом.
«Духовный путеводитель», подытожив и систематизировав опыт квиетистской мистики в ясной и доступной форме, сделался настоящим бестселлером того времени. Книга была переведена на большинство европейских языков и постоянно переиздавалась. Многие епископы рекомендовали её своей пастве для чтения, и сам папа Иннокентий XI с похвалой отзывался о ней. Молинос, живший тогда в Риме, стал самым известным и почитаемым духовником того времени. Сочинения Молиноса, наряду с книгами других квиетистских авторов, даже были одобрены специальной комиссией инквизиции, собранной в 1681 году.
Но широкое распространение квиетистской духовности стало вызывать и противодействие официальной Церкви, прежде всего иезуитов и доминиканцев. С одной стороны, в квиетизме заключался несомненный реформационный потенциал: средоточие христианской жизни полагалось во внутреннем богообщении, значение институциональной церковности ослаблялось, а личной веры, напротив, усиливалось. Требование частого причащения без исповеди, уменьшение внимания к общественным богослужениям и т. п. воспринималось пост-реформационным католическим духовенством с большой опаской. С другой стороны, попав на массовую почву, квиетизм не избегал и крайностей, подобных тем, о которых упоминалось выше, что расшатывало церковную дисциплину. Эти настроения духовенства ясно видны из письма кардинала Караччиоли, архиепископа Неаполитанского, направленного 30 июня 1682 г. папе Иннокентию XI. Письмо это примечательно тем, что в нём впервые появляется сам термин «квиетизм», употреблённый автором письма с негативным оттенком. Архиепископ жалуется на прихожан, которые не хотят молиться обычными церковными молитвами, «а употребляют так называемую „пассивную молитву“, именуемую некоторыми „молитвой чистой веры“ или „покоя“. Такие молитвенники называют себя „квиетистами“». Далее архиепископ сообщает, что этой своей нетрадиционной молитвенностью и желанием ежедневно причащаться они смущают его паству, и ожидает принятия мер от Его Святейшества.
Недовольство квиетизмом копилось, но официальному его осуждению препятствовало положительное заключение инквизиционной комиссии 1681 года. Тогда иезуиты решили действовать политическими методами, настроив против квиетизма французского короля Людовика XIV. Интриги увенчались успехом и привели к тому, что весной 1685 года Людовик XIV написал папе Иннокентию XI письмо, в котором выражал своё удивление тем, что тот благоволит к человеку, ересь которого уже чуть ли не разрушила церковный порядок в его государстве. Из-за сложных отношений папства и французского абсолютизма папа был вынужден дать ход делу. Молинос был арестован и предан инквизиции. Инквизиционное расследование длилось два года. 28 августа 1687 года Молинос был признан виновным в распространении 68 пунктов еретических убеждений, которые были усмотрены в его книгах (полный список см.: Heppe. Geschichte der quietistischen Mystik…, стр. 273—281). Молинос принёс покаяние и был осуждён на пожизненное заточение, а духовно-мистическое направление, которое он представлял и в известной степени олицетворял, было объявлено «ересью Молиноса», или «квиетистской ересью».

### Мадам Гюйон, Франсуа Фенелон и закат квиетизма
Жанну-Марию Бувье де ла Мотт Гюйон по праву можно назвать «итоговой фигурой» квиетизма, с именем которой по большей части и связывается это духовно-мистическое движение. Она всеми силами стремилась к жизни в единстве с Богом на путях квиетистской мистики и явила собой наиболее наглядный пример такой жизни, в которой отразились и все достоинства, и все крайности квиетизма. Во многих отношениях она похожа на мадам де Шанталь: экстремальный, порой выходящий за пределы нормальности аскетизм и самоистязание; визионёрство; экстравагантные поступки (мадам Гюйон неоднократно писала письма Господу Иисусу, используя вместо чернил свою кровь); достаточно нетрезвое осознание себя как «инструмента Божия» и проистекающие отсюда порой компульсивные и безрассудные действия — вот некоторые черты её духовного облика. Её отношения с духовником-другом, известным южнофранцузским проповедником патером Франциском Лакомбом, отличались крайней неровностью (она считала себя его духовной дочерью, и одновременно — его духовной матерью). С другой стороны, её сочинения (она была очень плодовитой писательницей; её наследие составляет около 40 томов) обладают необыкновенной духовной силой и убедительностью и производят порой завораживающее впечатление. По этой причине её влияние во всей Европе и при её жизни, и ещё долгое время после кончины (в том числе и в России конца XVIII — начала XIX вв.) было огромно.
К числу особенностей мадам Гюйон относилось и то, что она плохо разбиралась в людях. Самая главная её ошибка — то, что она доверилась епископу Боссюэ. Последний решительно проводил курс Людовика XIV на очищение Франции от остатков протестантизма и вообще каких бы то ни было некатолических поползновений и тем более ересей. Те, кого уличали в приверженности квиетизму, жестоко преследовались; поэтому мадам Гюйон, бывшая под таким подозрением, сама обратилась к Боссюэ и передала ему две своих изданных книги («О внутренней молитве» и «Толкование на книгу Иова») и множество неопубликованных сочинений, для того, чтобы епископ ознакомился с ними и подтвердил, что мадам Гюйон является верным чадом Католической Церкви (на чём она настаивала всегда и со всей искренностью). Боссюэ первоначально так и сделал — в определении от 1 июля 1695 г. он оправдал её от всех обвинений в приверженности к «ереси Молиноса» (при этом ей было запрещено в дальнейшем писать и распространять свои сочинения). Но вскорости, преследуя свои церковно-политические цели, Боссюэ воспользовался отрывками из переданных ему сочинений писательницы и решительно обвинил мадам Гюйон в «ереси квиетизма». В конце 1695 г. она была арестована и, сменив несколько мест заключения, в 1698 г. переведена в Бастилию. После освобождения в 1703 г. остаток своих дней она провела в поместье одного из своих сыновей. Жила она почти затворнической жизнью, но вела обширную переписку.
В защиту мадам Гюйон выступил Франсуа Фенелон — воспитатель детей Людовика XIV, архиепископ Камбрийский, один из благороднейших, образованнейших и одарённых людей своей эпохи. Он состоял с мадам Гюйон в переписке (лично они никогда не встречались) и разделял многие её взгляды на внутреннюю жизнь во Христе. Когда против неё были выдвинуты обвинения в ереси, Фенелон был единственным из представителей высшего духовенства, кто доказывал её невиновность. Это породило обширную литературную дискуссию с епископом Боссюэ. Фенелон настаивал на том, что мадам Гюйон, не будучи богословски образованной, допускала те или иные неточности в терминологии, описывая свой личный мистический и аскетический опыт; но эти неточности не являются сознательным неправомыслием. Кроме того, Фенелон утверждал, что всё, на чём базируется квиетистская духовность, является традиционной церковной мистикой от древнейших времён, только изложенной иными словами и с иными акцентами (это был аргумент, предназначенный прежде всего для Людовика XIV, который в делах религии больше всего опасался чего бы то ни было «нового»). В доказательство этого Фенелон написал книгу «Толкование изречений святых о внутренней жизни» (1697). Основой аргументации Фенелона стало учение о «чистой любви» — Фенелон делал особый акцент на этом положении квиетизма, встречающегося уже у Франциска Сальского. Автор показывает, что это учение было свойственно как мистикам Средневековья, так и древним отцам Церкви, и, стало быть, выводимая из него квиетистская духовность не является никаким новшеством, но, наоборот, представляет собой изначальную христианскую мистику. В доказательство Фенелон приводит большое количество высказываний канонизированных Католической Церковью святых по каждому спорному пункту, выдвигаемому против сторонников квиетизма.
Защита Фенелоном квиетизма привела Людовика XIV в ярость. Он повелел ему отправиться в свою епархию и больше не появляться при дворе, а также инициировал процесс осуждения его книги в Риме. Дело было поручено епископу Боссюэ. Хотя папа Иннокентий XII симпатизировал Фенелону и был против этого осуждения, но интриги Боссюэ и давление церковно-политических обстоятельств вынудили его уступить французскому королю. 12 марта 1699 года было выпущено соответствующее постановление. Иннокентий XII старался максимально смягчить решение: оно было оформлено не как папская булла, а как бреве (то есть постановление, рангом значительно ниже), и лично Фенелон не осуждался, а только некоторые положения его книги были признаны ошибочными. Людовик XIV был этим крайне недоволен, но папа не захотел идти на дальнейшие уступки. Тем не менее сама книга была запрещена. Фенелон подчинился решению высшей церковной власти, и повелел изъять своё собственное сочинение (в правоте которого он был уверен до конца своих дней) из продажи.
Если мадам Гюйон представляла квиетизм во всей его широте и «неформальности», то в лице Фенелона мы видим иной подход. Будучи квиетистом, он был ещё и высокопоставленным церковным пастырем; следовательно, он старался согласовывать квиетизм и институциональную церковность. Это ему вполне удавалось, во-первых, из-за широты своих взглядов, а во-вторых, главным образом, потому, что квиетизм с его принципом «индифферентности» хорошо приспосабливается к любой институциональности, будучи зависим от неё только внешне.
Мадам Гюйон и Фенелон — самые значительные и высокопоставленные фигуры квиетистского движения времён Людовика XIV; и то они были подвергнуты репрессиям. Что же касается «низового» квиетизма, столь широко распространённого в первой половине XVII века (в особенности на юге Франции), то усилиями государственной власти он был почти уничтожен, так что со смертью Франсуа Фенелона (1715) и мадам Гюйон (1717) приходится говорить о фактическом угасании этого движения в Католической Церкви.
Но воздействие квиетизма на духовную жизнь в христианском мире продолжалось ещё долго. Прежде всего, сильное влияние квиетизм оказал на протестантизм, в рамках которого и продолжил своё существование; кроме того, сочинения мадам Гюйон и Фенелона пользовались огромной популярностью во всём христианском мире.

### Квиетизм и протестантизм
Квиетизм характеризуется многими особенностями, оказавшимися весьма близкими протестантизму. Прежде всего это преимущественная опора на Священное Писание (уже у Хуана де ла Крус) и подчёркивание приоритетного значения веры в деле единения с Богом (Франциск Сальский, Молинос и мн.др.). Квиетизм отводит на второй план церковную институциональность, поклонение святым и мн. др. Неудивительно, что квиетизм был органически воспринят духовно ищущими представителями протестантизма, прежде всего пиетизмом, которому квиетизм оказался весьма близок (Готфрид Арнольд, Пьер Пуаре, Герхард Терстеген и др.).
Приверженцев квиетизма в протестантской среде было много. Наиболее яркий и глубокий среди них — Герхард Терстеген. Ему удалось сочетать лучшие стороны квиетизма с евангелической трезвостью, а крайности квиетизма нивелировать. Терстеген предостерегал от увлечения видениями и откровениями и вообще какой бы то ни было экзальтации, призывал к крайнему трезвению и т. д. «Католический» тезис о том, что страдания ради Христа в этой жизни «засчитываются» за страдания чистилища, был снят. Также всё, что касалось внешней церковности (участие в Таинствах и т. п.), было совершенно вынесено «за скобки». В результате этого синтеза квиетизма с протестантизмом получилось мистическое учение, которое подходит христианам любой деноминации, поскольку оно касается вопросов только внутренней жизни и приспособляемо к любым внешним условиям. Создание такого синтеза — огромная заслуга Герхарда Терстегена, который и хронологически (ум. 1767) является последним представителем этого направления церковной мистики.

### Квиетизм и русское православие
В России квиетизм становится популярным уже в XVIII веке, благодаря Фенелону (книги которого образованное русское общество читало в подлиннике). Фенелон был одним из любимых духовных писателей митрополита Московского Филарета (Дроздова), оказавшим на него особое влияние. Известная «Ежедневная молитва» святителя Филарета «Господи: не знаю, чего мне просить у Тебя…» принадлежит Фенелону. Сочинения мадам Гюйон переводятся на русский язык и издаются в середине XVIII — первой четверти XIX века. В обер-прокурорство А. Н. Голицына (1801—1827) книги мадам Гюйон рассылаются по монастырям для обязательной покупки, однако в 1840-е годы, в обер-прокурорство Протасова, столь же систематически изымаются из употребления.
В 1850-е годы И. В. Киреевский рассматривал идеи Гюйон и Фенелона, наряду с янсенизмом Пор-Рояля и идеями Паскаля, как позитивную альтернативу официальному католицизму Боссюэ и рационализму Декарта, возможную основу «самобытной философии», «которая, быть может, могла бы спасти Францию от безверия и его последствий».

## Учение
Квиетизм является одной из форм западной христианской мистики, задача которой — посредством умирания для всякого творения и для себя самого как падшего существа достичь личного единения с Богом во Христе, Святым Духом. Главной особенностью квиетизма является акцент на «принимательном», не-активном (или, как чаще всего говорят, «пассивном») состоянии души. Любая деятельность человека в духовном отношении (аскетические действия, борьба со страстями, участие в церковных чинах и т. д.) является лишь подготовительной. Её смысл — предочистить себя для того, чтобы дать место Богу, всецело «открыть» себя для Него и предоставить Ему полную возможность действовать в себе. «Единственное, что душа должна делать, есть то, чтобы она совершенно предала себя Богу, расположила себя исключительно „приимательно“ в отношении действования Божия и в простоте воспринимала то, что Бог изволит дать ей» (Берньер-Лувиньи). Однако такая не-активность души вовсе не эквивалентна праздности. «Quietus не значит „пассивность“, но „покой“, и истинный корень квиетизма состоит в том, чтобы чистая любовь к Богу осуществлялась как мистическое предание себя Ему, которое должно пониматься как высшая степень активности».
Среди квиетистов заметно расхождение в следующем богословском нюансе: многие из них (Малаваль и др.) полагали, что роль Иисуса Христа по Его человечеству как Посредника между человеком и Богом по достижении высших ступеней квиетистского совершенства (насколько таковое возможно на земле) прекращается: человек непосредственно входит в созерцание Триединого Божества. Такая позиция с богословской точки зрения чревата опасностью, что может быть перейдена грань между собственно христианской мистикой, в основании которой лежит догмат о Троице, и мистикой «общерелигиозной», видящей свою цель в соединении человека с безличным («надличным») Божеством и даже полном «растворении» его в Нём. Другие (Берньер-Лувиньи, Терстеген) настаивали, что христоцентричность квиетистской мистики (и, следовательно, различение Лиц Святой Троицы в молитве и созерцании) сохраняется на всех ступенях духовной жизни человека.
Основные черты квиетистского учения видны уже из вышеизложенного. Повторим некоторые ключевые пункты.
- Задача стремящейся к Богу души — освобождение себя от падшести и самости. Главное здесь — вера, что Бог Сам заполнит Собой чистую душу (в соответствии с Мф. 5, 8).
- Средства для этого — внутрь-собирание и внутренняя молитва. Внутрь-собирание есть отвлечение всех сил души от всего внешнего и сосредоточение их в сердце, с одновременным всецелым преданием себя Богу в акте веры. Внутренняя молитва понимается не как внешнее молитвословие, но как пребывание в соприсутствии Божием.
- Последнее (постоянное внутреннее пребывание в соприсутствии Божием, если не ощущаемо, то верой) является центральным положением квиетистской духовности. Умовая рассудочность при этом должна решительно уступать место сердечному созерцанию.
- Углубление души в это состояние приносит ей покой и мир Божий, являющиеся началом её единения с Богом.
- Активная аскетическая деятельность человека (доходящая на деле у некоторых представителей квиетизма до крайних, почти изуверских форм) является лишь подготовительной ступенью для того, чтобы душа пришла в некое «пассивное» состояние полного предания себя Богу и ожидания всякого действия только от Него. Для этого нужно: а) в качестве предварительной стадии — избегать совершения греха, прийти (насколько это возможно) в состояние отрешённости от всего сотворённого и смиренно и с верой ожидать действия Божия; б) в процессе этой «пассивности» — быть крайне внимательным к действованиям Духа в сердце, чтобы не пропустить их и последовать Его указаниям. Это поддерживается внутрь-собиранием и внутренней молитвой. Здесь крайне желателен опытный наставник.
- При соблюдении этих условий следствием такого устроения души (и одновременно критерием правильности её пути) становится некая «индифферентность» ко всему, что происходит с человеком — как вне, так и внутри: человек всё совершенно предал Богу, и приемлет всё, что с ним случается, будь то хорошее или плохое, как от руки Божией. Ослабевает зависимость от внешней церковности; всё сосредотачивается на внутреннем «приимательном» делании. Обряды, призывание святых и проч. всё сильнее отступают на задний план сравнительно с живым богообщением во Христе.
- Для человека, идущего этим путём, неизбежно наступление периода внутренних искушений и испытаний (душевная тьма, чувство оскудения благодати, духовная «сухость» и т. п.). Такие состояния могут длиться годами, и имеют целью — сокрушить малейшее упование души на себя и на свои силы.
- Только пройдя через эти испытания, человек получает совершенную веру, о которой говорит Евангелие (Мф. 21, 22; Мф. 17, 20 и др.). Здесь внутреннее богообщение вступает в полную силу, сообразно мере и устроению человека.